# Ghetto de Międzyrzec Podlaski

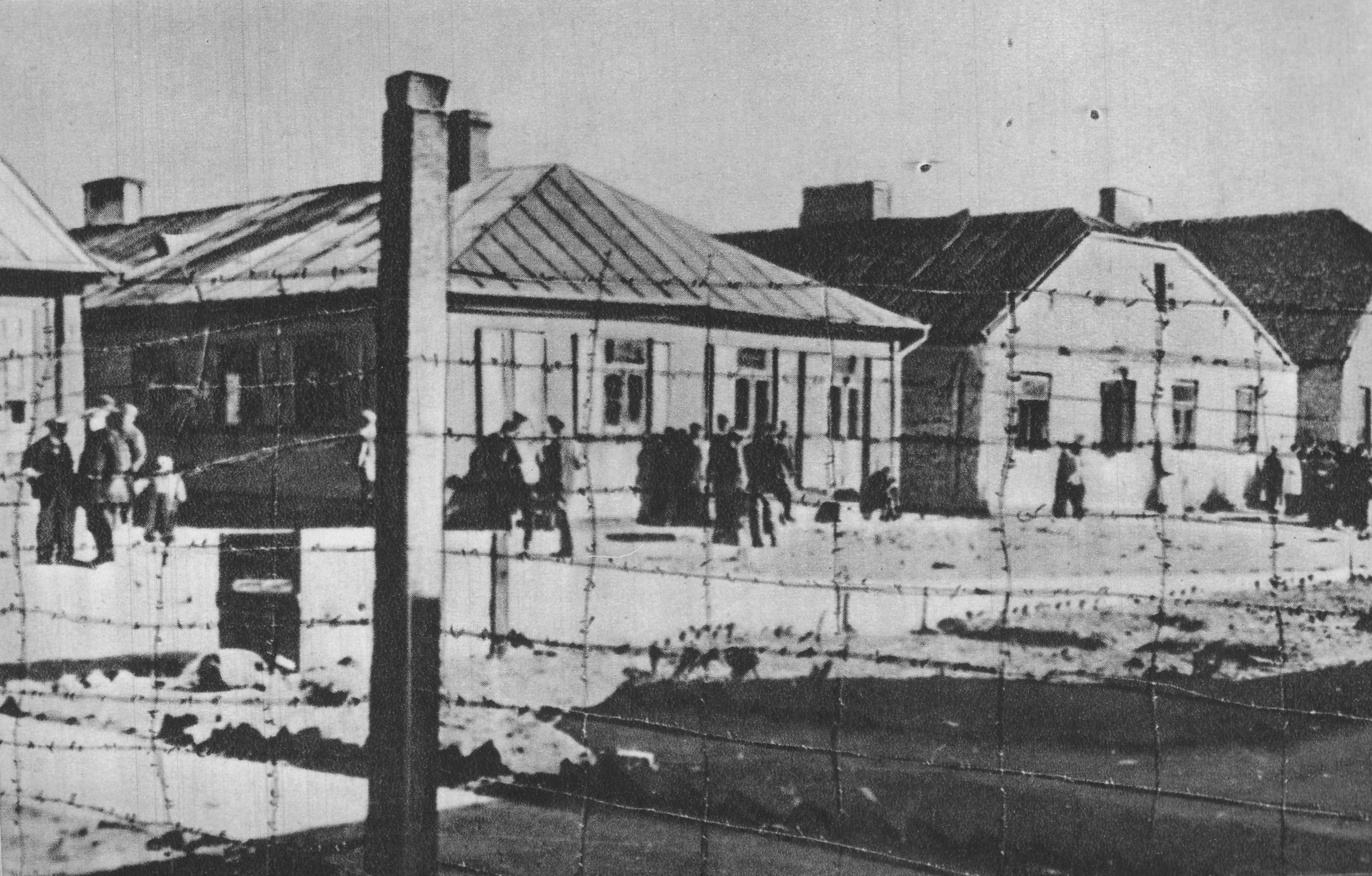
Vue du ghetto, mai 1943.

Le ghetto de Międzyrzec Podlaski est l'un des ghettos juifs établis pour la détention et la persécution de la population juive de Międzyrzec Podlaski dans le district de Lublin du Gouvernement général de la Pologne occupée, à des fins d'extermination. Établi dans la ville polonaise de Międzyrzec Podlaski, le ghetto est liquidé par étapes entre 1942 et 1943 dans le cadre de la « solution finale ». Tous les Juifs sont soit tués sur place dans des fusillades de masse, soit déportés vers les camps de la mort de Treblinka et Majdanek.

## Histoire du ghetto
Fin septembre 1939, lors de l'invasion soviétique de la Pologne, l'Armée rouge occupe la ville de Międzyrzec Podlaski. Début octobre, l'Union soviétique cède la ville à l'Allemagne dans le cadre du traité frontalier germano-soviétique modifié en pacte germano-soviétique, au détriment de la Pologne. À la suite de l'échange, environ 2 000 Juifs de la ville partent pour les territoires polonais annexés par l'Union soviétique. Après leur arrivée le 9 octobre 1939, les Allemands mettent en place un ghetto de transfert dans le quartier historique de Szmulowizna. Comme dans d'autres ghettos, il y imposent un Judenrat et une Police juive du ghetto. Les habitants déplacés y sont entassés dans des conditions de vie épouvantables, de nouveaux déportés arrivant sans cesse. 20 000 prisonniers juifs y sont détenus à son apogée. La famine et la dysenterie y règnent, les rations de nourriture étant insuffisantes, début 1941, il y meurt jusqu'à 8 personnes par jour.
Au début de l'Aktion Reinhard, le ghetto devient le principal lieu de transit au nord de Lublin, à destination de Treblinka. Les 25 et 26 août 1942, entre 11 000 et 12 000 Juifs sont rassemblés par les bataillons de l'Ordnungspolizei au milieu des tirs et des cris, et déportés vers le camp d'extermination de Treblinka. Ceux qui ne sont pas déportés sont abattus dans la rue ou dans les logements. Dans le train des déportés, on entasse jusqu'à 120-140 personnes dans un wagon. Quand le premier train venant de Międzyrzec arrive à Treblinka, les kommandos qui ouvrent les portes des wagons ne trouvent que des morts à l'intérieur.
Plusieurs actions d'extermination de masse ont successivement lieu en octobre et novembre 1942. La « fouille à nu » de jeunes femmes juives est imposée par l'Oberleutnant Hartwig Gnade avant les exécutions qualifiées de « nettoyage ». Son premier sergent déclare plus tard: « Je dois dire que le premier lieutenant Gnade m'a donné l'impression que toute l'affaire lui procurait beaucoup de plaisir. ». La vague de massacres dure plusieurs jours sans interruption et est menée par le bataillon Trawniki d'environ 350 à 400 hommes, et par le 101e bataillon de réserve de la police allemande de Hambourg qui se concentre sur les milliers d'habitants du ghetto. Le 6 octobre, le convoi ferroviaire ne peut emporter tous les déportés, 150 personnes restent sur le quai, majoritairement des femmes et des enfants : conduits au cimetière, ils sont contraints de s'allonger et sont exécutés d'une balle dans la nuque.
Une dernière action a lieu fin avril 1943 : 1 000 personnes sont rassemblées et déportées à Majdanek, les derniers membres du Judenrat et de la police juive sont exécutés.
Le 17 juillet 1943, le ghetto est liquidé, tous les Juifs restants sont déportés vers les camps d'extermination de Treblinka et Majdanek. 160 à 200 dernières victimes sont abattues, et la ville est officiellement déclarée « exempte de Juifs ». À Majdanek, les déportés de Międzyrzec sont assemblés dans le secteur IV : tous seront assassinés dans le cadre de l'Aktion Erntefest en novembre 1943.
Sur les deux années 1942 et 1943, 24 000 personnes sont passées par le ghetto. Moins de 1% de la population juive de la ville a survécu à la Shoah.

## Évasions et sauvetage
Sender Dyszel, qui a réussi à échapper aux fusillades à Międzyrzec, est secouru par la Juste Franciszka Abramowicz (1899–1990). Elle lui apporte de la nourriture dans la forêt jusqu'à ce qu'il puisse la retrouver plus tard. Dyszel émigre en Argentine après 1947.